# Львовская политическая забастовка 1918 года
Львовская политическая забастовка 1918 года — выступление рабочих львовских железнодорожных мастерских под влиянием Октябрьской революции.
Была частью всеобщей политической стачки пролетариата Австро-Венгрии. 18 января 1918 года около 800 рабочих на собрании выдвинули требования немедленно улучшить продовольственное снабжение и повысить заработную плату. Управление железных дорог эти требования отклонило. К забастовке присоединились кондукторы и машинисты. Движение на Львовской железной дороге оказалось под угрозой. 24 января на знак солидарности с железнодорожниками забастовали 1000 трамвайщиков, которые также потребовали повышения заработной платы. Бастующие требовали прекращения Первой мировой войны. Полиция провела массовые аресты среди забастовщиков, но революционный подъем не спадал. Львовская политическая забастовка сыграла определенную роль в росте революционного кризиса в Галичине.